# Антоніо Вояк
Антон (Антоніо) Вояк (італ. Antonio Vojak, 19 листопада 1904, Пула — 9 травня 1975, Варезе) — італійський футболіст, що грав на позиціях півзахисника і нападника, зокрема за клуби «Ювентус» та «Наполі», а також національну збірну Італії. По завершенні ігрової кар'єри — тренер.
Етнічний хорват, протягом значної частини кар'єри виступав під італізованим прізвищем Вольяні (італ. Vogliani), яке був змушений прийняти після запровадження у фашистській Італії антислов'янських законів.

## Клубна кар'єра
Народився 1904 року у ховатській родині у на той час австро-угорському місті Пула (нині в Хорватії), яке згідно Рапалльського договору 1920 року відійшло до Королівства Італія.
Починав грати у футбол за місцеву команду «Гріон Пола», звідки 1924 року був запрошений до столичного «Лаціо».
За «Лаціо» протягом одного сезону провів небагато матчів, проте був помічений представниками «Ювентуса», до складу якого перейшов вже у 1925. У першому ж сезоні у новій команді став чемпіоном Італії. Загалом відіграв за «стару сеньйору» чотири сезони своєї ігрової кар'єри, протягом яких відзначився 46 голами у 102 матчах італійської першосі.
У змаганнях щойно створеної Серії А дебютував 1929 року вже у складі «Наполі». За цю команду виступав протягом шести років, чого було достатньо аби стати улюбленцем місцевої публіки і однією з легенд клубу. Проведених за неаполітанців 190 матчів у Серії A йому вистачило аби забити 102 голи, що лишається одним з найкращих бомбардирських результатів в історії клубу. У сезоні 1932/33 відзначився 22 забитими м'ячами, встановивши клубний рекорд результативності за сезон, який протримався 78 років і лише в сезоні 2010/11 був перевершений Едінсоном Кавані.
Залишивши 1935 року «Наполі» досвідчений нападник провів не дуже вдалий сезон за «Дженоа», після чого перейшов до «Луккезе-Лібертас», за який взагалі лише одного разу за сезон виходив на поле. Завершував виступи на полі у третьолігових «Емполі» та «Стабії», в яких був граючим тренером протягом 1937—1940 років.

## Виступи за збірну
1932 року дебютував провів одну гру за національну збірну Італії в рамках Кубка Центральної Європи 1931/32.

## Кар'єра тренера
Отримавши перший тренерський досвід у Серії C, де виступав як граючий тренер наприкінці 1930-х років.
Остаточно завершивши виступи на полі, 1940 року повернувся до «Наполі», в якому не дуже вдало очолював тренерський штаб протягом майже трьох років. Увійшов в історію як тренер, за якого неаполітанці уперше у своїй історії в сезоні 1941–1942 вибули до Серії B. Був звільнений по ходу наступного сезону.
Повернувся до тренерської роботи у повоєнні роки, проте працював вже з командами нижчих італійських ліг.
Помер 9 травня 1975 року на 71-му році життя у місті Варезе.
| Дата      | Місто   | Господарі | Результат | Гості     | Турнір                             | Голи | Примітки |
| --------- | ------- | --------- | --------- | --------- | ---------------------------------- | ---- | -------- |
| 14-2-1932 | Неаполь | Італія    | 3 – 0     | Швейцарія | Кубок Центральної Європи 1931-1932 | -    |          |
| Усього    |         | Матчів    | 1         |           | Голів                              | 0    |          |

## Титули і досягнення
- Чемпіон Італії (1):

«Ювентус»: 1925–1926